# ينس كريستيان غروندال
ينس كريستيان غروندال (بالدنماركية: Jens Christian Grøndahl)‏ هو كاتب وكاتب للأطفال دنماركي، ولد في 9 نوفمبر 1959 في Kongens Lyngby ‏ في الدنمارك.

## وصلات خارجية
- ينس كريستيان غروندال على موقع IMDb (الإنجليزية)